# Крински, Скотт
Скотт Кри́нски (англ. Scott Krinsky, род. 24 ноября 1968, Вашингтон, Колумбия) — американский актёр и комик. Наиболее известен по роли Джеффа Барнса в телесериале «Чак» и Дэррила в сериале «Одинокие сердца».

## Биография
Крински родился в Вашингтоне в 1968 году и посещал университет Солсбери, где специализировался в области связи и вещания, журналистики. Он также посещал эпикурейскую школу кулинарного мастерства в Лос-Анджелесе. Крински также является писателем и комиком, играющим в комедийных шоу и импровизациях в Лос-Анджелесе.

## Фильмография
| Кино        | Кино                                | Кино                           | Кино                                 | Кино                                                       |
| Год         | Русское название                    | Оригинальное название          | Роль                                 | Примечание                                                 |
| ----------- | ----------------------------------- | ------------------------------ | ------------------------------------ | ---------------------------------------------------------- |
| 1994        | Я согласен на всё                   | I'll Do Anything               | член фокус-группы                    | В титрах не указан                                         |
| 2001        |                                     | Cutting Tom Finn               | Гарри                                |                                                            |
| 2005        |                                     | The Dry Spell                  | отец Джози                           |                                                            |
| 2006        |                                     | Shamelove                      | бездомный                            | В титрах не указан                                         |
| 2006        |                                     | Love Made Easy                 | потенциальный покупатель             |                                                            |
| 2006        |                                     | Drain Baby                     | мистер Дженкинс                      |                                                            |
| 2011        | Трансформеры 3: Тёмная сторона Луны | Transformers: Dark of the Moon | исполняющий обязанности              |                                                            |
| 2013        | Джобс: Империя соблазна             | Jobs                           | зритель на презентации Стива Возняка | Произносит одну фразу „So, it works with your television?“ |
| Телевидение |                                     |                                |                                      |                                                            |
| Год         | Русское название                    | Оригинальное название          | Роль                                 | Примечание                                                 |
| 2005        | Без следа                           | Without a Trace                | расплывчатый человек                 | 1 эпизод                                                   |
| 2006–07     | Одинокие сердца                     | The O.C.                       | Дэррил                               | 5 эпизодов                                                 |
| 2007–12     | Чак                                 | Chuck                          | Джеффри «Джефф» Барнс                | 80 эпизодов                                                |
| 2009        | Парки и зоны отдыха                 | Parks and Recreation           | Норм, работник зоопарка              | 1 эпизод                                                   |